# Stenum (parochie)
Stenum is een parochie van de Deense Volkskerk in de Deense gemeente Brønderslev. De parochie maakt deel uit van het bisdom Aalborg en telt 356 kerkleden op een bevolking van 439 (2004). Historisch hoorde de parochie tot de herred Børglum. In 1970 werd de parochie deel van de gemeente Brønderslev.
De bescheiden parochiekerk dateert uit de 12e eeuw. De kerk, van grantietblokken, heeft in het verleden een toren gehad, die in de 18e eeuw werd gesloopt. Onder een open dak hangt nu aan de westkant van de kerk een klok. Het wapenhuis is van rond 1500 en is bepleisterd.